# SN 1960B
SN 1960B – supernowa odkryta 20 lutego 1960 roku w galaktyce MCG +02-32-144. W momencie odkrycia miała maksymalną jasność 16,00m.